# Bufoides bhupathyi
A Bufoides bhupathyi a kétéltűek (Amphibia) osztályába, a békák (Anura) rendjébe és a varangyfélék (Bufonidae) családba, azon belül a Bufoides nembe tartozó faj.

## Elterjedése
India endemikus faja, a kelet-indiai Mizoram államban, a Dampa tigrisrezervátumból ismert, ahol 314 m magasságban figyelték meg.

## Taxonómiai helyzete
A Bufoides Mizoram államból származó populációit korábban a Bufoides meghalayanus fajjal azonosnak tekintették, bár feltételezték, hogy ezek a populációk egy le nem írt fajt képviselhetnek. A 16S rDNS-génen mért korrigálatlan p-távolság a mizorami populáció és a két rokon faj (Bufoides meghalayanus és Bufoides kempi) között 2,74-3,0% illetve 3,5% volt. Két példány molekuláris adatai, valamint két felnőtt hím és egy felnőtt nőstény morfológiai adatai alapján a Mizoram állambeli Dampa tigrisrezervátumból származó populációt új fajnak minősítették. Megerősítést nyert, hogy a Bufoides meghalayanus a meghalayai Khasi-hegység endemikus faja, és nem fordul elő Mizoramban. A Mizoramból származó új faj a rokon fajoktól az ujjak közötti úszóhártyák, a színeződés, a bőrdudorok és a tojásdad, gömbölyded és mélyedő parotoid mirigyek jelenléte miatt különbözik. A többi Bufoides fajhoz hasonlóan mikroélőhely-specialista, és a patakparti sziklahasadékokat használja menedékhelyként, ami sebezhetővé teheti az élőhelyváltozásokkal szemben. Az új faj jelenleg csak a Dampa Tigrisrezervátumban fordul elő, és valószínűleg elterjedési területe korlátozott, és feltehetőleg megfelel a Természetvédelmi Világszövetség súlyosan veszélyeztetettnek minősített kritériumainak.

## Természetvédelmi helyzete
Mivel újonnan leírt faj, a vörös lista még nem tartja nyilván.